# Boardleash

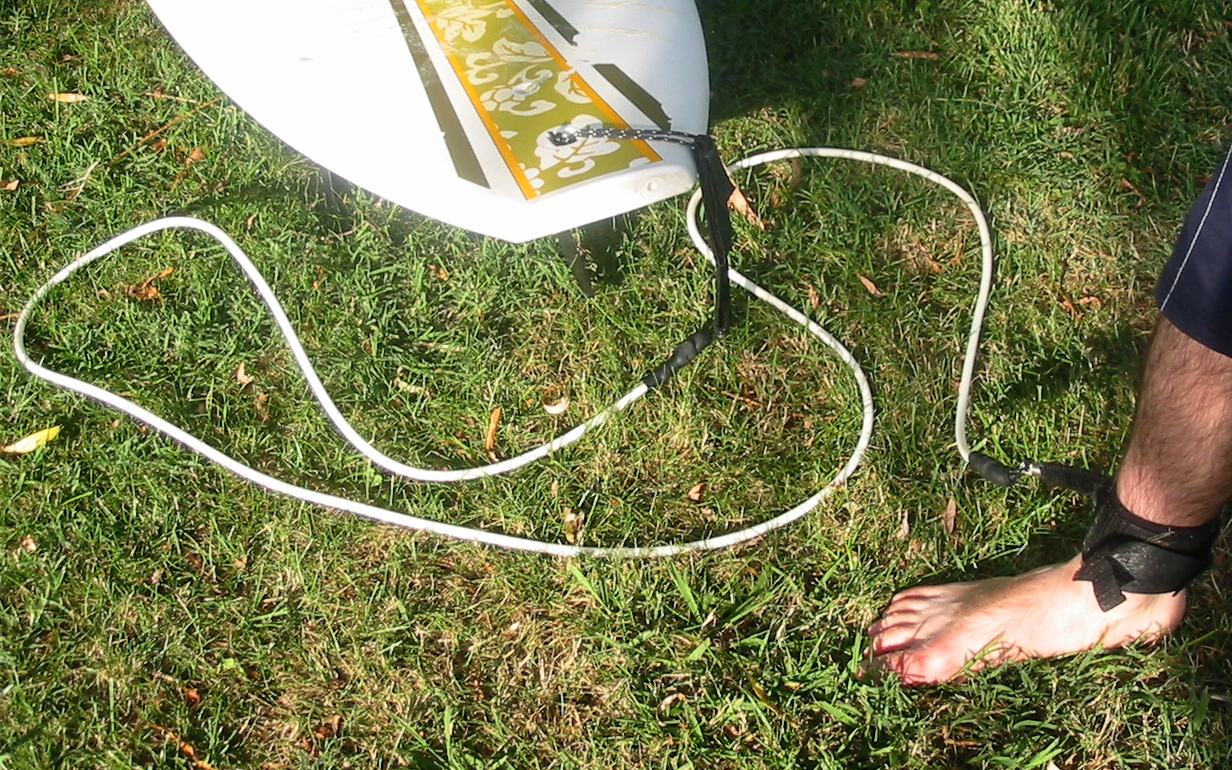
Eine Leash.

Der Begriff Boardleash, Knöchelband oder Leash bezeichnet beim Surfen und weiteren Sportarten, wie Stehpaddeln und Kitesurfen, die Verbindungsleine vom Board zum Knöchel des Surfers.

## Funktion und Aufbau
Die Leash verhindert den Verlust des Brettes in der Brandung und starker Strömung. Außerdem wird dem schnellen Orientierungsverlust, der bei einem Fall vom Board durch die Turbulenzen unter Wasser entsteht, entgegengewirkt, da aufgrund des Zuges der Leash der Surfer sofort spürt, wo oben und wo unten ist, weil das Board aufgrund seines Auftriebs an die Wasseroberfläche treibt. Die Leash wird mittels Klettverschluss am Fußgelenk befestigt.
Beim Kitesurfen wird eine Boardleash seltener verwendet. Hier kann sie am Knöchel oder am Trapez befestigt werden. Sie besteht aus einer halbelastischen, oft auch spiralförmig aufgebauten Kunststoffleine und ist beim Kitesurfen länger und stärker als beim Surfen, um die unter Umständen starke Spannung aufzunehmen, die entsteht, wenn sich das verlorene Brett beim Sturz ins Wasser „gräbt“. Die Verwendung einer Boardleash kann zu schweren Kopfverletzungen führen, wenn das Brett unter Wasser gedrückt wird und die Spannung der Leash das Board plötzlich in Richtung des Surfers katapultiert. Beim Einsatz einer Boardleash wird deshalb ein Schutzhelm und eine Prallschutzweste empfohlen. Durch eine Rollleash, bei der 3–5 m festes Leinen- oder Gewebeband die Verbindung zum Brett herstellt, wird die Gefahr für den Surfer durch ein auf ihn zurückschnellendes Board vermindert. Als Alternativen zur Leash gelten der Bodydrag oder ein stehtiefes Revier.